# Batalla de Carumbé
La Batalla de Carumbé terminó en derrota de José Artigas ante los portugueses acaecida el 27 de octubre de 1816 en el actual territorio de Río Grande del Sur, al pie de los cerros de Carumbé, o Corumbé, en las puntas del río Cuareim. Las tropas luso-brasileñas, estaban comandadas por Joaquín de Oliveira mientras que por su parte el propio Artigas dirigía sus fuerzas.

## Antecedentes
Como respuesta a la Invasión Portuguesa de 1816. Artigas inició un plan de contraataque junto con el general Andrés Guazurary, para invadir las Misiones Orientales ocupadas por los luso-brasileños desde 1801. Luego de que Andresito perdiera varias batallas como la de San Borja, y su lugarteniente José Antonio Berdún fuera derrotado en la Batalla de Ibirocahy, el plan de contraataque artiguista se vio frustrado, pero el general Artigas tomó las riendas del asunto y se propuso él mismo dirigir el contraataque. Dirigiéndose hacia el norte, entre los límites actuales de Uruguay y Brasil. En lo que es hoy actualmente territorio de Río Grande del Sur.
Derrotados todos los tenientes de Artigas, solo quedaba su propia columna, a la que procuró atacar Joaquín Javier Curado. Para facilitar sus operaciones los portugueses adelantaron su Cuartel General hasta la costa del río Ibaracohi Grande, con el objetivo de acercarse más a los orientales. Artigas se encontraba acampando sobre río Cuareim. Curado encomendó al brigadier Joaquín de Oliveira Álvarez la misión de atacarlo.

## Formación y composición de los Ejércitos
Según el parte de Oliveira Álvarez al teniente general Joaquín Javier Cuerdo, Artigas contaba con 450 hombres de caballería que marchaban a la derecha en una sola fila y 400 en el ala izquierda cubiertos por 150 indios (charrúas, minuanes y guaycurúes). En el centro dispuso a la infantería en una sola fila y con intervalos de 3 a 4 pasos. Los portugueses formaron con la infantería al centro, un cañón en cada extremo y la caballería en las alas.

## El transcurso de la batalla
En la noche del 24 de octubre Oliveira Álvarez inició su marcha hacia la cuchilla de Santa Ana, con una columna de 800 hombres y las atacó decididamente. Después de unas 3 horas de tiroteo, Artigas avanzó en semicírculo dándole poca profundidad a su dispositivo, buscando envolver a los portugueses con su ala izquierda. Su ataque fracasó ante el certero y nutrido fuego de la infantería portuguesa, que aniquiló prácticamente la caballería de dicha ala, y que permitió que la infantería artiguista fuera tomada de flanco y obligada a ceder terreno. La batalla se libró en alturas de la Cuchilla de Santa Ana, en los Cerros de Carumbé.

## Motivos de la derrota y consecuencias
En esta acción, conocida generalmente por Batalla de Carumbé, perecieron casi la mitad de las tropas artiguistas. Entre los justificativos de la derrota, está la notoria superioridad del enemigo y ciertos errores tácticos del dispositivito artiguista, la falta de profundidad y reservas insuficientes, el encuadramiento apropiado y abandono de la formación en cuadro para la infantería que debe enfrentar a la caballería.
Como consecuencia de esta derrota, Artigas se vio obligado a replegarse hacia el sur, repasando el río Cuareim. En sólo 36 días había fracasado el plan de contra-invasión y había quedado abierta la frontera norte al invasor portugués.
Artigas asimiló las enseñanzas de la derrota y se apresuró a difundirlas. Este cambio preconizado en el dispositivo, justifica, entre otras causas el encarnizamiento de la batalla de Catalán y los triunfos posteriores en la Batalla de Apóstoles, San Nicolás, Paso del Rosario, etc.
Tres días después de la Batalla de Carumbé en las Puntas del río Arapey, Artigas ofició al gobernador Miguel Barreiro: 

“Los enemigos nos han hecho mucho destrozo con su Caballería, que siempre ha roto nuestras alas y la línea de infantería por ser sencillas; escriba V. á Don Frutos (Fructuoso Rivera) que no experimente el mismo error: Que ponga buenos Oficiales y gente de Caballería; y la Infantería que no pelee en ala sino que presente batalla bien reforzada”.